# Viaje fantástico
Viaje fantástico (The Fantastic Journey) es una serie de televisión estadounidense de diez episodios de 50 minutos, creada por Bruce Lansbury y transmitida originalmente entre el 3 de febrero y el 16 de junio de 1977 en la cadena NBC.
En España, la serie se emitió desde septiembre de 1978 en TVE.

## Sinopsis
Esta serie presenta a un grupo formado por personas de diferentes épocas, perdidas en una isla del Triángulo de las Bermudas, y que intentan descubrir una manera de regresar a sus respectivos mundos.

## Reparto
- Jared Martin: Varian
- Ike Eisenmann: Scott Jordan
- Carl Franklin: Dr. Fred Walters
- Katie Saylor: Liana
- Roddy McDowall: Dr. Jonathan Willoway

## Episodios
Todos los episodios han sido doblados al español.
1. (Vortex / Atlantium) (90 minutos) con Scott Brady, Gary Collins, Leif Erikson, Susan Howard, Ian McShane y Mary Ann Mobley
2. (Atlantium, part II) con Jason Evers y Gary Collins
3. (Beyond the Mountain) con Marj Dusay
4. (Children of the Gods)
5. (A Dream of Conquest) con John Saxon
6. (An Act of Love) con Christina Hart
7. (Funhouse) con Mel Ferrer
8. (Turnabout) con Joan Collins
9. (Riddles) con William O'Connell
10. (The Innocent Prey) con Nicholas Hammond, Cheryl Ladd, Lew Ayres,  Gerald McRaney y Richard Jaeckel